# Charles Marie Ternes
Charles Marie Ternes (* 10. März 1939 in Luxemburg; † 6. Juni 2004 ebenda) war ein luxemburgischer Althistoriker und Archäologe.
Nach Schulbesuch in Luxemburg studierte Ternes ab 1959 an der Universität Nancy, der Pariser Sorbonne, der École Normale Supérieure und der École des Chartes. 1963 wurde er in Alter Geschichte, Römischer Archäologie und Epigraphik promoviert. Von 1963 bis 1999 unterrichtete Ternes an höheren Schulen in Luxemburg. Seit 1986 war er assoziierter Wissenschaftler am Centre Universitaire de Luxembourg und von 1989 bis 1999 wissenschaftlicher Leiter des Seminars für Altertumswissenschaften. 1996 habilitierte er sich an der Universität Metz.
Bereits neben seiner Tätigkeit als Lehrer widmete sich Ternes vor allem der Erforschung der antiken Geschichte Luxemburgs und der angrenzenden Regionen, insbesondere des Rheinlands in römischer Zeit. Er gründete 1974 die Société des Antiquités Nationales und das Centre Alexandre-Wiltheim.
Ternes war Mitglied zahlreicher wissenschaftlicher Vereinigungen und Gremien. Für seine Arbeit La vie quotidienne en Rhénanie à l’époque romaine (La vie quotidienne) erhielt er 1975 den Prix d’Histoire Broquette-Thonin der Académie Française. 1984 wurde er Ehrendoktor der Universität François-Rabelais in Tours.

## Schriften (Auswahl)
- Les inscriptions antiques du Luxembourg (= Hemecht 17, 1965, Heft 3–4). Luxemburg 1965.
- Das römische Luxemburg. Raggi, Küsnacht ZH 1974 DNB 948246014.
- Die Römer an Rhein und Mosel. Geschichte und Kultur. Reclam, Stuttgart 1975, ISBN 3-15-010254-5.
- Römisches Deutschland. Aspekte seiner Geschichte und Kultur. Reclam, Stuttgart 1986, ISBN 3-15-010341-X.